# Ludwig Börne
Carl Ludwig Börne (ur. jako Juda Löb Baruch 6 maja 1786 we Frankfurcie nad Menem, zm. 12 lutego 1837 w Paryżu) – niemiecki dziennikarz i pisarz pochodzenia żydowskiego.
W tłumaczeniu na język polski ukazały się m.in. jego Listy o Polsce (tłum. Zdzisław Leitgeber, wyd. Wilhelm Zuckerkandl, 1912) oraz czterotomowa antologia Wybór szkiców i powieści (wyd. Adam Wiślicki, 1879–1882).